# Coenoria boera
Coenoria boera är en nattsländeart som beskrevs av Mosely in Mosely och Douglas E. Kimmins 1953. Coenoria boera ingår i släktet Coenoria och familjen Conoesucidae. Inga underarter finns listade i Catalogue of Life.